# Гладкоствольна зброя

Гладкоствольна зброя
Нарізна зброя
Полігональна нарізка

Гладкоство́льна збро́я  — артилерійські системи (гармати, гаубиці і ін.) і стрілецька зброя (рушниці, пістолети, й ін.), що мають гладкий канал ствола без нарізів. До появи в широкому вжитку нарізних стволів у XIX ст. була єдиним типом вогнепальної зброї.

## Гладкоствольна артилерія
З часу впровадження нарізних стволів в артилерії гладкоствольною залишилися легкі переносні системи — міномети і гранатомети. Їх снаряди стабілізуються аеродинамічним оперенням, постійним або (рідше) саморозкривним.
Багато сучасних танкових і деякі польові гармати мають гладкі стволи, пристосовані для стрільби як снарядами зі спадним оперенням, так і керованими ракетами зі своїм рушієм.

## Ручна гладкоствольна зброя
В даний час застосовується в основному для полювання і як службова зброя (рушниця), а також для самооборони (рушниці і найпростіші гладкоствольні пістолети).
Ствол рушниці може мати як рівні, так і різні діаметри на початку і в кінці. Існує термін — дулове звуження. У гладкоствольних рушниць воно може бути постійним або змінним.

### Класи гладкоствольних рушниць
Гладкоствольні рушниці поділяються на класи в залежності від:
- Числа стволів (1, 2 або 3 (комбіновані з нарізним стволом));
- Наявності або відсутності магазина та його типу (поствольний трубчастий, коробчатий);
- Способу перезарядження (перелом ствола, з хитною цівкою (помпова), самозарядна («напівавтомат»), поздовжньо-поворотний (гвинтівковий) затвор.
- Різний калібр гладкоствольної зброї передбачає різну масу патрона, масу заряду дробу (кулі), масу пороху. Бувають рушниці від 4 до 32 калібру, вираженого в частках фунта (4, 8, 10, 12, 16, 20, 22, 24, 28, 32) та калібру 410, вираженого в частках дюйма. Відповідно, чим більше цифра калібру, тим менше діаметр гільзи, заряд пороху, дробу (кулі) і відбій. Величина відбою залежить від ваги зброї (більше вага зброї, менший відбій), від ваги вражаючої частини (більше вага, більший відбій), виду вражаючої  частини (дріб — менший відбій, куля — більший відбій) за інших рівних умов, системи перезарядження зброї (газовідвідна система зменшує відбій). Слід зауважити, що відмінною особливістю гладкоствольної зброї є також довжина патронника (70 мм або 76 мм).